# Petrus Stockmans

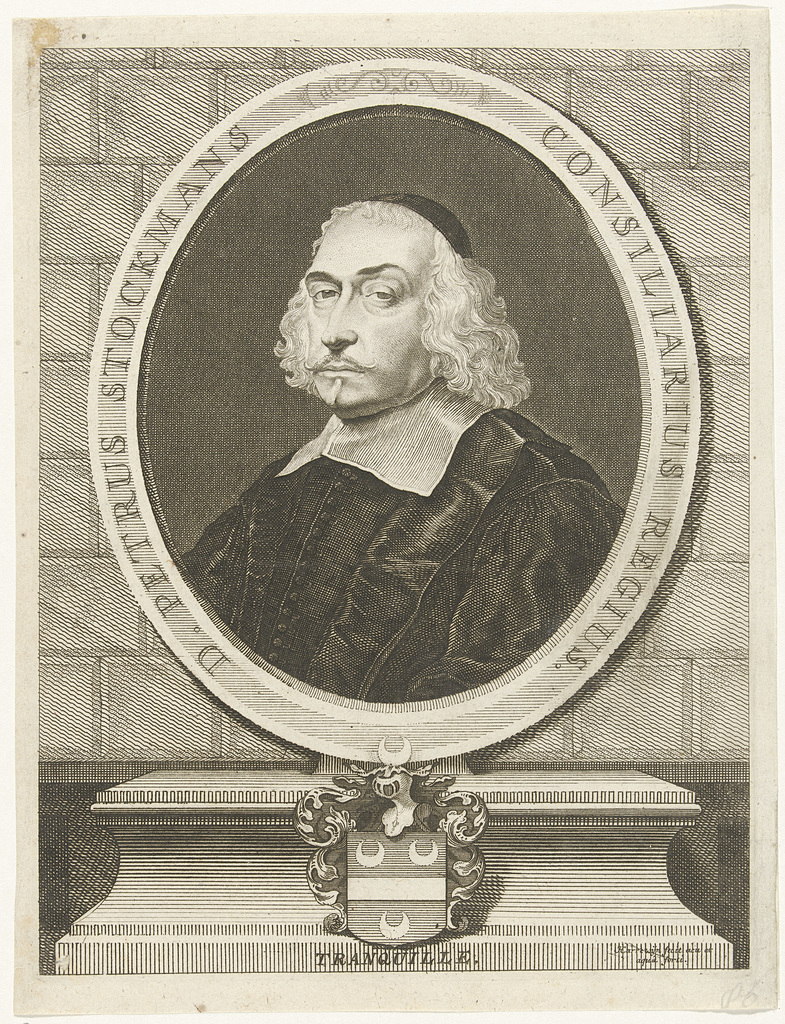
Petrus Stockmans, ets door Jacob Harrewijn.

Petrus Stockmans (Antwerpen, 1608 – Brussel, 1671) was een schrijver, hellenist, en jurist in de Zuidelijke Nederlanden.
Hij was in Europa een belangrijk vertegenwoordiger van de jansenistische stroming. Hij doceerde Griekse taal en rechten aan de universiteit van Leuven. Hij werd ook rector van deze universiteit.
Hij nam als gevolmachtigde deel aan de Münsterse vredeconferentie in 1648.

## Werken
- Deductio ex qua probatur clarissimis argumentis, non esse ius deuolutionis in Ducatu Brabantiae, nec in aliis Belgii prouinciis, ratione principum earum, prout quidam conati sunt asserere
- Jus Belgarum circa bullarum pontificiarum receptionem, Leodii: apud Sebastianum Creel, 1645
- Defensio Belgarum contra evocationes et peregrina judicia, etc., Leodii: apud Sebastianum Creel, 1665 en 1647 available at KU Leuven Bijzondere Collecties.
- Deductio ex qua clarissimis argumentis probatur contra Gallos non esse ius devolutionis in ducatu Brabantiae; nec in aliis Belgii provinciis, ratione principum eorum, prout quidam illorum conati sunt asserere. Das ist: deductions-schrifft in welcher wider die Frantzosen mit sonnenklaren grunden bewiesen wird. Dass derselben konige in dem hertzogthumb Brabant und andern Niederlandischen provincien kein recht der devolution oder heimfallung habe wie ihrer etliche zu behaupten sich unterstanden, S.l.: s.n., 1667
- Deductio ex qua probatur clarissimis argumentis, non esse jus devolutionis in ducatu Brabantiae, nec in aliis Belgi provinciis, ratione principum earum, prout quidam conati sunt afferre, Amstelodami : apud Petrum Le Grand, 1667
- Tractatus de jure devolutionis, authore D. Petro Stockmans, Amstelodami: apud Petrum Le Grand, 1667-1668 en Brussel, 1668 available at KU Leuven Bijzondere Collecties
- Clarissimi Petri Stockmans Opera quotquot hactenus seperatim edita fuere omnia, nunc primum in vnum corpus collecta & emendatiora prodeunt, Bruxellis : typis Judoci de Grieck, apud portam lapideam, sub signo S. Huberti, 1686
- Clarissimi ac amplissimi viri d. Petri Stockmans Opera omnia, quotquot hactenus separatim edita fuere nunc primum in unum corpus collecta & emendatiora prodeunt, Bruxellis : apud Judocum de Grieck, apud Portam lapideam, sub signo S. Huberti. Apud Franciscum Serstevens, prope Templum pp. praedicatorum, 1700

- Biblioteca Nacional de España: XX1763995
- Bibliothèque nationale de France: cb11998160s (data)
- Biografisch Portaal: 07232610
- Gemeinsame Normdatei: 124452655
- International Standard Name Identifier: 0000 0000 6145 5587
- Library of Congress Control Number: n88177548
- Nederlandse Thesaurus van Auteursnamen: 068453582
- Istituto Centrale per il Catalogo Unico: CFIV206338
- Système universitaire de documentation: 067721427
- Virtual International Authority File: 12318096
- WorldCat: E39PBJmdtTBPYtTQxKDkcHC4v3